# Louis Comfort Tiffany
Louis Comfort Tiffany (18 de fevereiro de 1848 – 17 de janeiro de 1933) foi um artista, designer de interiores e empresário norte-americano, melhor conhecido por seu trabalho com janelas e lâmpadas de vitrais, com mosaicos de vidro e com joalheria. É uma das principais figuras do movimento de Art Nouveau.
Sepultado no Green-Wood Cemetery.